# Yekaterínovski (Adiguesia)
Yekaterínovski (del ruso: Екатериновский) es un jútor del raión de Guiaguínskaya en la república de Adiguesia de Rusia. Está situado 27 km al este de Guiaguínskaya y 26 km al nordeste de Maikop, la capital de la república. Tenía 157 habitantes en 2010
Pertenece al municipio de Serguíyevskoye.